# Caligus berychis
Caligus berychis är en kräftdjursart som beskrevs av C. B. Wilson 1936. Caligus berychis ingår i släktet Caligus och familjen Caligidae. Inga underarter finns listade i Catalogue of Life.